# 2022年冬季奥林匹克运动会海地代表团
2022年冬季奥林匹克运动会海地代表团是海地所派出的2022年冬季奥林匹克运动会代表团。这是该国历史上首次参加冬季奧運會。

## 高山滑雪
根据国际滑雪联合会公布的各代表团所获席位列表，海地在高山滑雪项目上共可派出一名男选手参赛。理查森·維亞諾获海地队提名，成为历史上首位代表海地参加冬奥的选手，该国另一名达标的选手Mackenson Florindo则担任替补。
| 运动员        | 项目       | 第一次  | 第一次 | 第二次 | 第二次 | 总计    | 总计 |
| 运动员        | 项目       | 时间    | 排名   | 时间   | 排名   | 时间    | 排名 |
| ------------- | ---------- | ------- | ------ | ------ | ------ | ------- | ---- |
| 理查森·維亞諾 | 男子大曲道 | DNF     | DNF    | DNF    | DNF    | DNF     | DNF  |
| 理查森·維亞諾 | 男子曲道   | 1:02.25 | 42     | 57.74  | 33     | 1:59.99 | 34   |